# C’est gratuit pour les filles
C’est gratuit pour les filles ist ein französischer Kurzfilm von Marie Amachoukeli und Claire Burger aus dem Jahr 2009.

## Handlung
Laetitia steht kurz vor ihrer Berufsprüfung als Friseurin. Eines Abends holt sie ihre Freundin Yeliz ab, die in einem Fast-Food-Restaurant arbeitet, und beide fahren zu einer Hinterhoffeier. Auf dem Weg besorgen sie Snacks und malen sich aus, wie ihr gemeinsamer Friseursalon aussehen würde. Auf der Feier beginnt die Gruppe irgendwann, Würdest du eher zu spielen. Vor allem der junge Vicente flirtet mit Laetitia, beide küssen sich und andere Jungen filmen die beiden. Später verschwindet Laetitia mit Vicente.
Am nächsten Tag reagieren die Mitschülerinnen Laetitias mit Kichern auf die junge Frau. Da Laetitia nicht weiß, warum sei ausgelacht wird, kommt es zu einer Handgreiflichkeit im Speiseraum. Sie und ihre Mitschülerin Aurore werden zum Schulleiter gebeten, wo Aurore berichtet, dass im Netz ein Video kursiert, das Laetitia und Vicente beim Oralsex zeigt. Laetitia ist entsetzt und tief beschämt, als sie das Video online findet. Als sie den Jungen, der gefilmt hat, zur Rede stellt, spielt er die Situation herunter und weigert sich, das Video zu löschen. Vor Vicente, der der Aktion ebenfalls kritisch gegenübersteht, erklärt er, dass Laetitia nur eine Tussi (Original: „une meuf“) sei und alle Tussis gleich seien.
Laetitia geht zu Yeliz, die sie tröstet. Da sie vor lauter Scham nicht nach Hause gehen will, übernachtet sie bei Yeliz. Laetitia gesteht Yeliz, dass sie nicht zur Friseurprüfung am nächsten Tag gehen wird, weil sie nun für Jahre als Schlampe gelten wird. Yeliz ist entsetzt, da das Video nach zwei Tagen vergessen sei; Laetitia habe die Chance auf einen guten Abschluss und eine solide Arbeit. Yeliz bricht in Tränen aus, da Laetitia auch die gemeinsamen Pläne infrage stellt. Yeliz’ Reaktion lässt Laetitia umdenken; sie verspricht Yeliz, gemeinsam mit ihr einen Friseursalon zu eröffnen. Später können beide über Laetitias kleinen Zusammenbruch lachen. Am nächsten Tag fährt Yeliz ihre Freundin zur Prüfung und diese geht selbstbewusst in die Schule.

## Produktion
C’est gratuit pour les filles wurde in Forbach mit Laiendarstellern gedreht. Im Film sind die Lieder Where My Girls At? von 702 und Sotille sur toi-même von Michael Angelus feat. Don Vilo & Koil & Tarell zu hören.
Der Film erlebte am 16. Mai 2009 auf den Internationalen Filmfestspielen von Cannes seine Premiere und war in der Folge unter anderem auf dem belgischen Festival International du Film Francophone de Namur, dem Festival du Court-Métrage de Clermont-Ferrand und dem Melbourne International Film Festival zu sehen.

## Auszeichnungen
In Cannes wurde C’est gratuit pour les filles 2009 für den Prix découverte Leitz cine du court métrage nominiert. Im Jahr 2010 gewann der Film den César in der Kategorie Bester Kurzfilm.